# Wacław Radziwinowicz
Wacław Radziwinowicz (ur. 1953 w Olsztynie) – polski dziennikarz prasowy, publicysta i reportażysta.

## Życiorys
Absolwent II Liceum Ogólnokształcącego im. Konstantego Ildefonsa Gałczyńskiego w Olsztynie. Ukończył studia w zakresie filologii polskiej w Wyższej Szkole Pedagogicznej w Olsztynie, następnie studia dziennikarskie na Uniwersytecie Warszawskim. W 1992 stanął na czele regionalnego oddziału „Gazety Wyborczej” w Olsztynie, w 1997 został stałym korespondentem tego dziennika w Rosji.
Specjalizuje się w publicystyce poświęconej rosyjskiej polityce i społeczeństwu. W grudniu 2015 cofnięto jego akredytację dziennikarską i nakazano opuszczenie Rosji w ciągu 30 dni.

## Publikacje książkowe
- Gogol w czasach Google'a. Korespondencje z Rosji 1998–2012, Agora, Warszawa 2013 (nominowana do Nagrody Literackiej Nike 2014[4])
- Soczi. Igrzyska Putina, Agora, Warszawa 2014
- Crème de la Kreml. 172 opowieści o Rosji, Agora, Warszawa 2016
- Putin, car Atlantydy. Droga do wielkiej wojny, Agora, Warszawa 2023.

## Odznaczenia i wyróżnienia
W 2003 otrzymał Srebrny Krzyż Zasługi. W 2014 został przez prezydenta Bronisława Komorowskiego odznaczony Krzyżem Oficerskim Orderu Odrodzenia Polski. W tym samym roku otrzymał Nagrodę im. Dariusza Fikusa. W 2016 został laureatem nagrody MediaTory w kategorii NawigaTOR. W 2023 wyróżniony Nagrodą im. Henryka Panasa.